# Ciemino Małe
Ciemino Małe [t͡ɕɛˈminɔ ˈmawɛ] (tiếng Đức: Klein Zemmin) là một khu định cư ở khu hành chính của Gmina Borne Sulinowo, thuộc hạt Szczecinek, West Pomeranian Voivodeship, ở phía tây bắc Ba Lan.